# Rey Chow
Rey Chow (nascida em 1957) é uma crítica cultural especializada em ficção e cinema chineses do século XX e teoria pós-colonial. Educada em Hong Kong e nos Estados Unidos, lecionou em várias das principais universidades americanas, incluindo a Brown University. Chow é atualmente Professora de Literatura no Trinity College of Arts and Sciences da Duke University.
A escrita de Chow desafia suposições em muitas conversas acadêmicas diferentes, incluindo aquelas sobre literatura, cinema, mídia visual, sexualidade e gênero, etnia e política intercultural. Inspirada pelas tradições críticas do pós-estruturalismo, pós-colonialismo e estudos culturais, ela explora os pressupostos problemáticos sobre culturas não-ocidentais e minorias étnicas no contexto do discurso acadêmico, bem como em discursos mais públicos sobre identidade étnica e cultural. Suas explorações críticas no visualismo, no assunto étnico e na tradução cultural foram citadas por Paul Bowman como particularmente influentes.

## Início da vida e formação acadêmica
Chow nasceu em Hong Kong. Ela fez o ensino médio em Hong Kong e recebeu o diploma de bacharel na Universidade de Hong Kong. Recebeu um doutorado em Pensamento e Literatura Moderna pela Universidade de Stanford em 1986. Em 1996, tornou-se professora do Programa de Literatura Comparada da Universidade da Califórnia, em Irvine. Mais tarde, ela se tornou professora de Humanidades na Brown University. Ela conduziu um seminário na Escola de Crítica e Teoria. Atualmente é professora de literatura na Duke University.

## Importância para a academia
Ao analisar o impacto do trabalho de Rey Chow para um artigo na revista Social Semiotics, o estudioso de Chow, Paul Bowman, destaca duas maneiras importantes pelas quais Chow afetou a erudição: primeiro, ela ajudou a diversificar a agenda de pesquisa de estudiosos de Estudos Chineses ao problematizar o conceito de "moderno" e modernidade, introduzindo questões de gênero e trazendo a cultura de massa para os estudos da cultura e literatura chinesas com seu primeiro livro Woman and Chinese modernity (1991); e, em segundo lugar, ela desafiou muitas suposições sobre etnicidade e estudos étnicos por meio de seus livros Ethics After Idealism (1998), The Protestant Ethnic and the Spirit of Capitalism (2002), The Age of the World Target (2006) e Sentimental Fabulações, Filmes chineses contemporâneos (2007). Ao revisar The Rey Chow Reader, Alvin Ka Hin Wong chamou as atividades críticas de Chow principalmente sobre "provocação", nas quais ela força novas conversas em várias áreas acadêmicas, como o estudo da cultura chinesa, teorias de contato intercultural e críticas ocidentais de modernidade.
O trabalho dela também foi reunido, antologizado e recebeu reconhecimento especial em vários espaços acadêmicos. Paul Bowman reuniu vários de seus ensaios no Rey Chow Reader, publicado pela Columbia University Press. Bowman também forneceu suporte editorial para duas edições de artigos acadêmicos focados inteiramente em Chow. O volume 20, número 4 da revista Social Semiotics foi dedicado a explorar os trabalhos de Rey Chow em sua relação com o campo da semiótica. O volume 13, número 3 da revista Postcolonial Studies explora a aplicação interdisciplinar de seus conceitos aos estudos pós-coloniais.
Ela atuou no conselho editorial de várias revistas e fóruns acadêmicos, incluindo differences, Arcade, Diaspora: A Journal of Transnational Studies e South Atlantic Quarterly, bem como no conselho consultivo da revista feminista Signs.

## Método crítico e tópicos
Ao explorar a abordagem de Chow à crítica em The Rey Chow Reader, Paul Bowman descreve a teoria crítica de Chow como uma abordagem baseada no pós-estruturalismo, especificamente influenciada pela desconstrução de Derrida e pela teoria cultural derivada de Stuart Hall. Em particular, embora a pesquisa de Chow tenha começado em estudos literários, seu trabalho posterior aborda preocupações acadêmicas mais amplas, semelhantes àquelas negociadas por teóricos críticos pós-estruturalistas. No entanto, mesmo comparando seu trabalho à teoria crítica pós-estruturalista, Bowman diz que ela repensa o conceito de que os argumentos pós-estruturalistas precisam "sempre tornar as coisas mais complicadas", em vez de tentar tornar essas ideias mais gerenciáveis. Como parte de sua abordagem desconstrucionista, ela se preocupa com os problemas de significação dentro de partes da sociedade fora da literatura.
Usando a abordagem acima mencionada, ela fez intervenções significativas na conversa crítica em torno do pós-colonial e de outras teorias críticas. As subseções a seguir destacam algumas das intervenções de Chow reconhecidas pela literatura acadêmica. A primeira seção, voltada para a visualidade e o visualismo, explora como os indivíduos são convertidos em símbolos ou signos, um de seus principais temas. A segunda seção enfoca o uso da significação conforme se aplica a um sujeito étnico e como esse sujeito étnico sente que deve se representar dentro da sociedade. A terceira explora como um conceito de representação, autenticidade, influencia como os estudiosos constroem as traduções.

### Visualismo
Uma das principais críticas de Chow à modernidade baseia-se na ideia de visualismo. Visualismo é a conversão de coisas, pensamentos ou ideias em objetos visuais, como filmes ou gráficos. Chow constrói suas ideias a partir do discurso acadêmico sobre a Visualidade. Ela se baseia em dois conceitos teóricos da visualidade: o conceito de Foucault de que as imagens visuais, como filmes, mapas ou gráficos, são ferramentas de biopoder, bem como a crítica de Heidegger de que na cultura moderna tudo “torna-se uma imagem”.
Dentro de seu trabalho, ela não vê a etnia como uma classificação necessária. Em vez disso, descreve a etnicidade como uma construção criada pelo discurso que está enraizado no impulso de classificar e compreender o mundo em termos de imagens. Assim, para ela, a etnicidade e a criação do "outro" baseiam-se na suposição de que o indivíduo deve e pode ser classificado por suas características visuais. Falando dentro dos discursos feministas, também usa a ideia do visualismo para criticar os conceitos populares das mulheres. Para ela , a sociedade destina as mulheres a serem imagens visuais. A ênfase no valor estético da mulher impede que ela controle sua própria relação com o mundo, reforça sua posição como outro, desumanizando-a e criando um ato de violência sobre ela. Assim, ela acha que as feministas devem criticar a visualidade das mulheres.

### Sujeito étnico
Uma das ideias centrais para muitos teóricos críticos é a ideia de sujeito. Rey Chow estuda a ideia de subjetividade à luz da etnicidade, especialmente a subjetividade das minorias étnicas. Ao explorar o tema étnico, ela se baseia nas ideias de Foucault ao lado de conceitos psicanalíticos. Um de seus conceitos centrais sobre o sujeito étnico afirma que o indivíduo torna-se étnico pela pressão criada pelos sistemas sociais para fazer literatura autoconfessional, ou literatura que busca explorar a própria etnia. Por meio dessa ideia, ela desafia a ideia convencional de que esses escritos autoconfessionais podem criar libertação étnica. Em seu livro, A Étnica Protestante e o Espírito do Capitalismo, Chow diz que:
Quando os indivíduos minoritários pensam que, referindo-se a si mesmos, estão se libertando dos poderes que os subordinam, podem, na verdade, estar permitindo que esses poderes funcionem da maneira mais íntima de dentro de seus corações e almas, em uma espécie de rendição voluntária que é, no final das contas, totalmente cúmplice do veredicto de culpa que foi declarado sobre eles socialmente muito antes de falarem.
Para Chow então, a literatura autoconfessional permite que a cultura hegemônica evoque uma etnicidade estereotipada dos indivíduos. Ao descrever essa etnia estereotipada, ela se concentra em como os indivíduos devem agir de forma "autêntica" ao representar uma cultura étnica ou se tornar o foco da crítica. Assim, a sociedade interpela os indivíduos para performar a etnicidade, mas o indivíduo apenas imita um certo padrão de etnicidade autêntica por causa da coerção criada pela sociedade mais ampla. Chow chama essas performances de etnicidade de "mimetismo coercitivo ", porque o indivíduo apenas simula a etnicidade em reação à pressão social exercida sobre esse indivíduo para cumprir um determinado papel étnico. Além disso, Chow descreve com que frequência os indivíduos que fornecem a coerção não são da cultura hegemônica, mas sim membros de comunidades étnicas. Indivíduos étnicos se tornam a principal fonte de crítica por outros indivíduos não serem "étnicos o suficiente". Assim, para Chow, a identificação de indivíduos como "étnicos" pode se tornar uma ferramenta para menosprezar indivíduos de culturas minoritárias, bem como um meio de manter a subjugação hegemônica desses indivíduos.

### Tradução cultural
No capítulo final de seu livro Primitive Passions, Rey Chow explora as implicações do uso do conceito de tradução cultural na literatura comparada. A tradução cultural é o ato de apresentar objetos culturais em outra cultura enquanto delibera explicando os elementos do objeto que são culturalmente específicos de sua cultura original. Nas palavras do crítico de tradução James Steintrager, Chow desafia "as reivindicações [na teoria da tradução cultural] feitas em nome da expertise cultural obscurecem as apostas ideológicas e institucionais na retórica da fidelidade : a reivindicação de ter melhor acesso a uma cultura e conhecer do que realmente se trata em toda a sua complexidade." Chow desafia esses argumentos de fidelidade explorando como eles interferem no processo potencialmente útil de esclarecimento que pode surgir ao converter um texto de uma situação cultural para outra. Chow vê o esclarecimento como uma oportunidade para práticas culturais obscurecidas se tornarem mais "visíveis como uma construção cultural". Ao revisar suas ideias, Steintrager argumenta que a discussão de Chow sobre as suposições sobre a fidelidade na tradução cultural destaca de forma controversa como os estudos pós-coloniais permanecem vinculados à leitura atenta e à interpretação fiel, sem considerar o poder da simplificação.

### Citações
1. 1 2  «People / Literature / Rey Chow». Duke University. Consultado em 25 de abril de 2011
2. ↑  Bowman, The Rey Chow Reader, x.
3. ↑  «Rey Chow; Modern Thought & Literature». Stanford University. 18 de julho de 2013. Consultado em 25 de janeiro de 2014
4. ↑  Khoo, Olivia (2007). The Chinese exotic: modern diasporic femininity. [S.l.]: Hong Kong UP. ISBN 978-962-209-879-4. Consultado em 8 de fevereiro de 2012
5. 1 2 3 4  Bowman, Paul (setembro de 2010). «Rey Chow and Postcolonial Social Semiotics». Social Semiotics. 20 (4): 329–341. doi:10.1080/10350330.2010.494397
6. ↑  Wang, Alvin Ka Hin (março de 2011). «Review: The Rey Chow Reader». The China Quarterly. 205: 189–191. doi:10.1017/S030574101100021X
7. ↑  Columbia University Press. «The Rey Chow Reader». Columbia University Press. Consultado em 8 de outubro de  2012
8. ↑  Bowman, Paul (2010). «Editorial: Rey Chow, postcoloniality and interdisciplinarity». Postcolonial Studies. 13 (3): 231–238. doi:10.1080/13688790.2010.508813
9. ↑  «differences: A Journal of Feminist Cultural Studies». Duke University Press (em inglês). Consultado em 23 de agosto de 2017
10. ↑  «Editorial Board». ARCADE (em inglês). Consultado em 23 de agosto de 2017
11. ↑  «Project MUSE - Diaspora: A Journal of Transnational Studies». muse.jhu.edu (em inglês). Consultado em 23 de agosto de 2017
12. ↑  «South Atlantic Quarterly». Duke University Press (em inglês). Consultado em 23 de agosto de 2017
13. ↑  «Masthead». Signs: Journal of Women in Culture and Society (em inglês). 22 de agosto de 2012. Consultado em 23 de agosto de 2017
14. 1 2 3  Bowman, The Rey Chow Reader, xii-xiii.
15. ↑  Escobar, 191.
16. ↑  Chow in The Protestant Ethnic and the Spirit of Capitalism, 2002, 115 qtd. in Bowman "Rey Chow and Postcolonial Social Semiotics", 332.
17. 1 2 3  Steintrager, James A (2010). «Hermeneutic heresy: Rey Chow on translation in theory and the 'fable'of culture». Postcolonial Studies. 13 (3): 289–302. doi:10.1080/13688790.2010.508833
18. ↑  «Publications of Rey Chow». Duke University. Consultado em 9 de outubro de 2012

### Trabalhos citados
- Paul Bowman, ed. (2010). The Rey Chow Reader. [S.l.]: Columbia University Press. ISBN 9780231149952
- Escobar, Arturo (1994). Encountering Development: The Making and Unmaking of the Third World. Col: Princeton Studies in Culture/Power/History. [S.l.]: Princeton University Press. ISBN 9780691001029